# John Clauser
John Francis Clauser (/ˈklaʊzər/; sinh ngày 1 tháng 12 năm 1942) là một lý thuyết và thực nghiệm nhà vật lý người Mỹ được biết đến với những đóng góp cho nền tảng của cơ học lượng tử, đặc biệt là bất đẳng thức Clauser – Horne – Shimony – Holt.
Clauser đã được trao Giải Nobel Vật lý năm 2022, cùng với Alain Aspect và Anton Zeilinger cho "thí nghiệm với các photon vướng víu, xác lập sự xâm phạm với bất đẳng thức Bell và tiên phong trong khoa học thông tin lượng tử".
 Những thí nghiệm được đánh giá là mang tính đột phá với các trạng thái lượng tử vướng víu - khi hai hạt hoạt động như một khối thống nhất kể cả khi chúng bị chia tách.  John Clauser phát triển các ý tưởng của John Stewart Bell và đi đến một thí nghiệm thực tiễn. Khi ông thực hiện các phép đo, chúng đã ủng hộ cho cơ học lượng tử khi vi phạm rõ ràng một bất đẳng thức Bell.

## Tiểu sử
Clauser sinh ra ở Pasadena, California. Ông nhận bằng cử nhân khoa học vật lý từ Viện Công nghệ California vào năm 1964. Ông nhận bằng thạc sĩ vật lý năm 1966 và tiến sĩ triết học vật lý năm 1969 từ Đại học Columbia dưới hướng dẫn của Patrick Thaddeus.
Từ năm 1969 đến năm 1996, ông chủ yếu làm việc tại Phòng thí nghiệm Quốc gia Lawrence Berkeley, Phòng thí nghiệm Quốc gia Lawrence Livermore, và Đại học California, Berkeley. Năm 1972, làm việc với Stuart Freedman, ông đã thực hiện thử nghiệm đầu tiên của dự đoán CHSH - định lý Bell. Đây là quan sát thực nghiệm đầu tiên về sự vi phạm bất đẳng thức Bell.